# Tom Hall (bågskytt)
Tom Hall, född 17 september 1990, är en brittisk bågskytt. Han deltog vid olympiska sommarspelen 2020.